# Ka
För andra betydelser, se Ka (olika betydelser).
Ka (även ach och ba) var enligt egyptisk mytologi gudars och människors gudomliga väsen, livskraften. Ka var enligt egyptierna det som skilde mellan en död och en levande människa. Man dog när Ka lämnade kroppen. Symbolen för den här kraften var tecknet "två utbredda armar".
Ka förekommer i bokserien Det Mörka Tornet av författaren Stephen King och i Salman Rushdies Satansverserna. Detta Ka har av Stephen King själv sagts betyda ungefär destiny (engelska för Öde)och enligt Rushdie är det detsamma som själen.

## Källhänvisningar
1. 1 2 3   ka i Nationalencyklopedins nätupplaga. Läst 28 mars 2015.